# Berggamander
De berggamander (Teucrium montanum) is een vaste plant uit de lipbloemenfamilie (Lamiaceae). Het is een groenblijvende dwergstruik met een diep groeiend wortelstelsel, die vooral in Zuid-Europa voorkomt. De berggamander komt voor op warme, droge plaatsen op steenachtige krijthellingen, in grasland op kalkhoudende grond, op rotswandrichels en in puin.

## Beschrijving
De plant wordt 10-25 cm hoog en bloeit van juni tot augustus. De lancetvormige bladeren met omgerolde rand zijn leerachtig en van onderen grijsviltig en blijven gedurende de winter aan de plant. De liggende stengel is aan de voet houtig. De bleekgele of roomwitte bloem is vijftandig en staat in schijnkransen samen in een eindelings hoofdje aan de top van de stengel. De plant heeft een aromatische geur, maar kan bij consumptie leverbeschadiging geven.

## Voorkomen
In Nederland was van de plant bijna honderd jaar lang slechts één exemplaar in het wild bekend. Het staat op de kalkrotsen van de Bemelerberg bij Maastricht en werd in 1922 voor het eerst herkend. In 2019 vonden floristen een klein bloeiend tweede struikje op een meter afstand van de moederplant. Er werd zaad gewonnen en een nieuwe plant opgekweekt. Acht stekken daarvan zette men in 2021 uit op de Bemelerberg, Winkelberg en  Kluisberg. 
In België groeit een kleine populatie van de berggamander op het Waalse deel van de Sint-Pietersberg. De plant komt verder zeer zeldzaam voor in de Ardennen.